# English Heritage

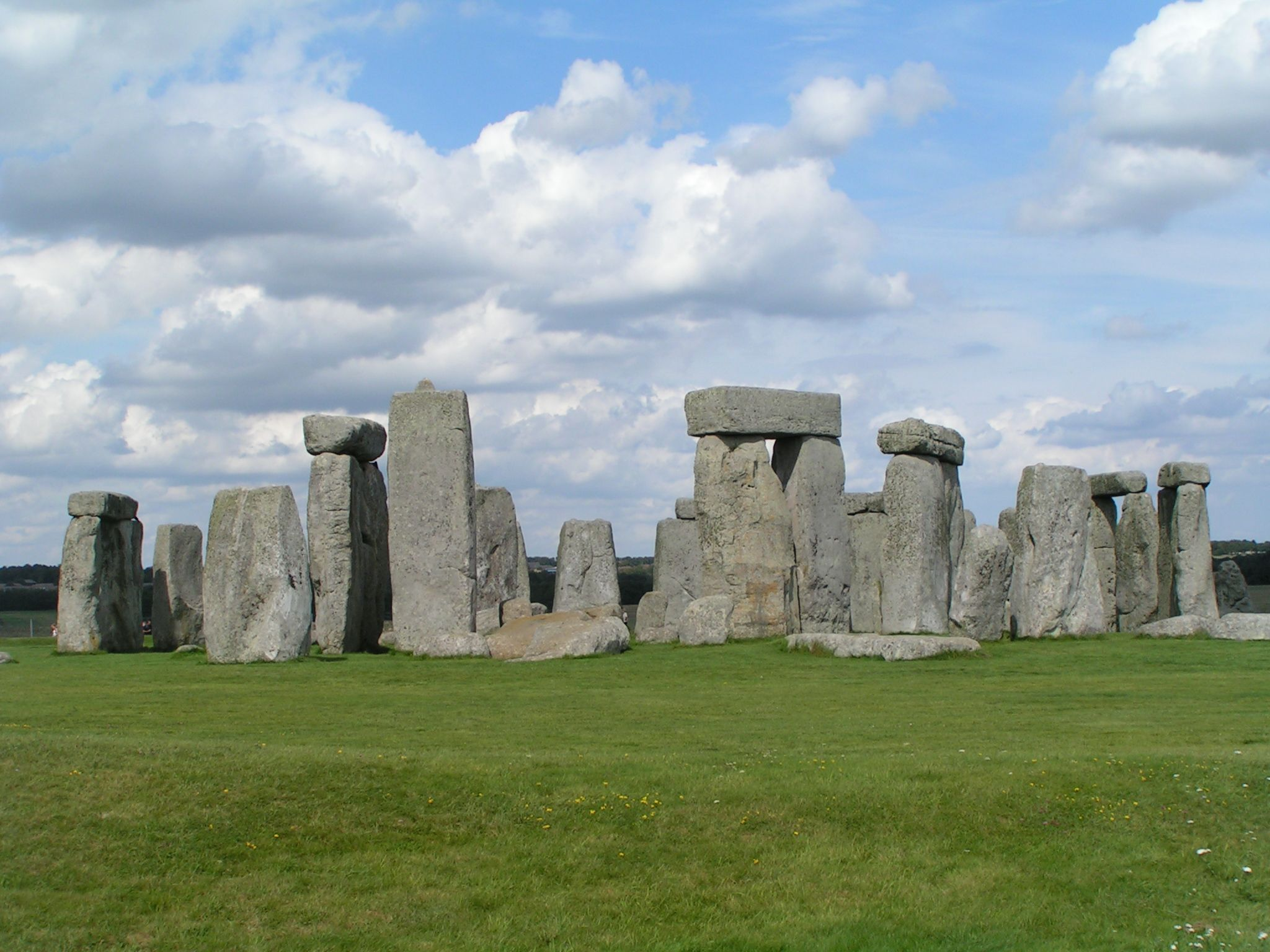
Stonehenge, monument neolític sota l'administració de English Heritage.

English Heritage (lit. ‘Patrimoni Anglès’) és un organisme públic del Govern del Regne Unit que protegeix i promou el patrimoni històric d'Anglaterra. El seu rol més conegut és el d'administrador d'un gran nombre de monuments històrics i jaciments arqueològics, des de Stonehenge fins al pont de ferro més antic del món. No obstant això, té a més grans responsabilitats en la conservació, registre i protecció del patrimoni històric.